# Blumea paniculata
Blumea paniculata là một loài thực vật có hoa trong họ Cúc. Loài này được (Willd.) M.R.Almeida mô tả khoa học đầu tiên năm 2001.